# 1575
1575（千五百七十五、せんごひゃくななじゅうご）は、自然数また整数において、1574の次で1576の前の数である。

## 性質
- 1575は合成数であり、約数は1, 3, 5, 7, 9, 15, 21, 25, 35, 45, 63, 75, 105, 175, 225, 315, 525, 1575である。
  - 約数の和は3224。
  - 386番目の過剰数である。1つ前は1572、次は1578。
  - 奇数の過剰数としては2番目の数である。1つ前は945、次は2205。(オンライン整数列大辞典の数列 A005231)
- 1575 = 32 × 52 × 7
  - 3つの異なる素因数の積で p 2 × q 2 × r の形で表せる22番目の数である。1つ前は1548、次は1692。（オンライン整数列大辞典の数列 A179643）
- 各位の和が18になる80番目の数である。1つ前は1566、次は1584。

## その他 1575 に関連すること
- 西暦1575年